# Hollywood Park (Texas)
Hollywood Park è un centro abitato degli Stati Uniti d'America, situato nella contea di Bexar dello Stato del Texas.